# Эвокаты
Эвока́т (лат. evocatus, мн. ч. evocati) — солдат Римской армии, отслуживший срок и вышедший в отставку, но вернувшийся на службу добровольно по приглашению (лат. evocatio) консула или другого командира. Такие добровольцы пользовались особо почётным положением в войске, как опытные, закалённые солдаты. Их выделяли в особые отряды, чаще всего состоявшие при полководце как его личная охрана и особо доверенная гвардия.
Раньше I века до н. э. эвокаты встречаются сравнительно редко; учащаются упоминания о них в эпоху великих полководцев-политиков — Мария, Помпея, Октавиана Августа. Почти никто из полководцев того времени не отказывает себе в подобных отрядах; выдающуюся роль они играют в гражданских смутах, когда ими часто усиливают новонабранные армии и для этого распределяют в известном числе по отдельным тактическим единицам.
По положению своему эвокаты приближаются к центурионам. Жалованье они получают высокое. Привлекает их обыкновенно в ряды войска, помимо преданности вождю, обещание особого вознаграждения по окончании того дела, для которого они вызваны. Их подвергали, однако, и обычным солдатским чернорабочим тяготам. С появлением регулярной армии и с упрочением как принципа набора, главным образом, желающих в эпоху Империи отряды эвокатов становятся все более и более редки, но появляется особый корпус лат. evocati Augusti, в отличие от которых солдаты на сверхсрочной службе зовутся обыкновенно лат. revocati. Evocati Augusti — создание императора Октавиана Августа.
Сведения о них имеются преимущественно в надписях, количество которых сравнительно велико. Путём комбинации надписей и немногих литературных данных Теодору Моммзену удалось установить следующее. Императорские эвокаты составляют корпус бывших преторианцев (обыкновенные легионеры встречаются сравнительно редко), распределённый в Риме и в других гарнизонах; состоят эвокаты и при преторианских когортах, и при легионах. Здесь они занимают сравнительно высокое положение: эвокат может рассчитывать сделаться центурионом. Получают они не жалованье (лат. stipendium) солдат, а особое (более значительное) вознаграждение (лат. sularium). При каждой тактической единице состоит во всяком случае не один эвокат.
Там, где в надписях указываются специальные функции эвокатов, это функции не военные, а военно-гражданские, относящиеся главным образом к хозяйственной жизни отрядов: здесь и лат. agrimensor (землемер) для нужд легионного землевладения (лат. territorium legionis), и императорский архитектор (лат. architectus armamentarii imperatoris), и тюремный регистратор (лат. acommentariis custodiarum), и т. п. Основным делом эвокатов было, судя по одной надписи, заведование провиантской частью в легионах, с чем, может быть, надо сопоставить титул лат. maioriarius mensorum (старший перемерщик, может быть, глава лат. mensores frumentarii войсковых частей). Важную роль играли эвокаты в хлебном довольствии преторианцев и городских солдат (лат. urbani) в Риме. Судя по появлению их имён на свинцовых марках хлебных раздач, они были посредниками между солдатами и ведавшими хлебными раздачами чиновниками с тех пор, как при Нероне преторианцы включены были в лат. plebs frumentaria, то есть городское население, пользовавшееся правом дарового получения государственного хлеба.
Словом, evocati Augusti были корпусом лиц, приобретших за время службы некоторые технические и хозяйственные познания, которые и использовались для организации и контроля в хозяйственной, технической и канцелярской жизни войск. Технические и хозяйственные функции выделяли эвокатов из настоящих солдат, придавая им более гражданский характер. Соответственно этому их инсигнией была простая палка. Институт эвокатов существовал до времён поздней империи.